# Повітряно-космічні сили Росії
Повітряно-космічні сили (рос. Воздушно-космические силы Российской Федерации, ВКС) — один з трьох видів Збройних сил Російської Федерації, призначений для ведення бойових дій переважно в повітряному й космічному просторі.
Сформовано у 2015 році в результаті об'єднання Військово-повітряних сил (ВПС) й Військ повітряно-космічної оборони (ВПКО).
Загальне керівництво повітряно-космічною обороною Росії здійснює Генеральний штаб Збройних сил Російської Федерації, а безпосереднє — Головне командування Повітряно-космічних сил.
Головний штаб Повітряно-космічних сил дислокується в будівлі Міністерства оборони Російської Федерації, розташованому в районі Арбата, на вулиці Знам'янка у Москві.
Професійне свято — День Повітряно-космічних сил, що відзначається щорічно 12 серпня.

## Структура й завдання
Організаційно ВКС ЗС Росії включають три роди військ (сил):
- Військово-повітряні сили;
- Війська ППО-ПРО;
- Космічні війська.

### Завдання

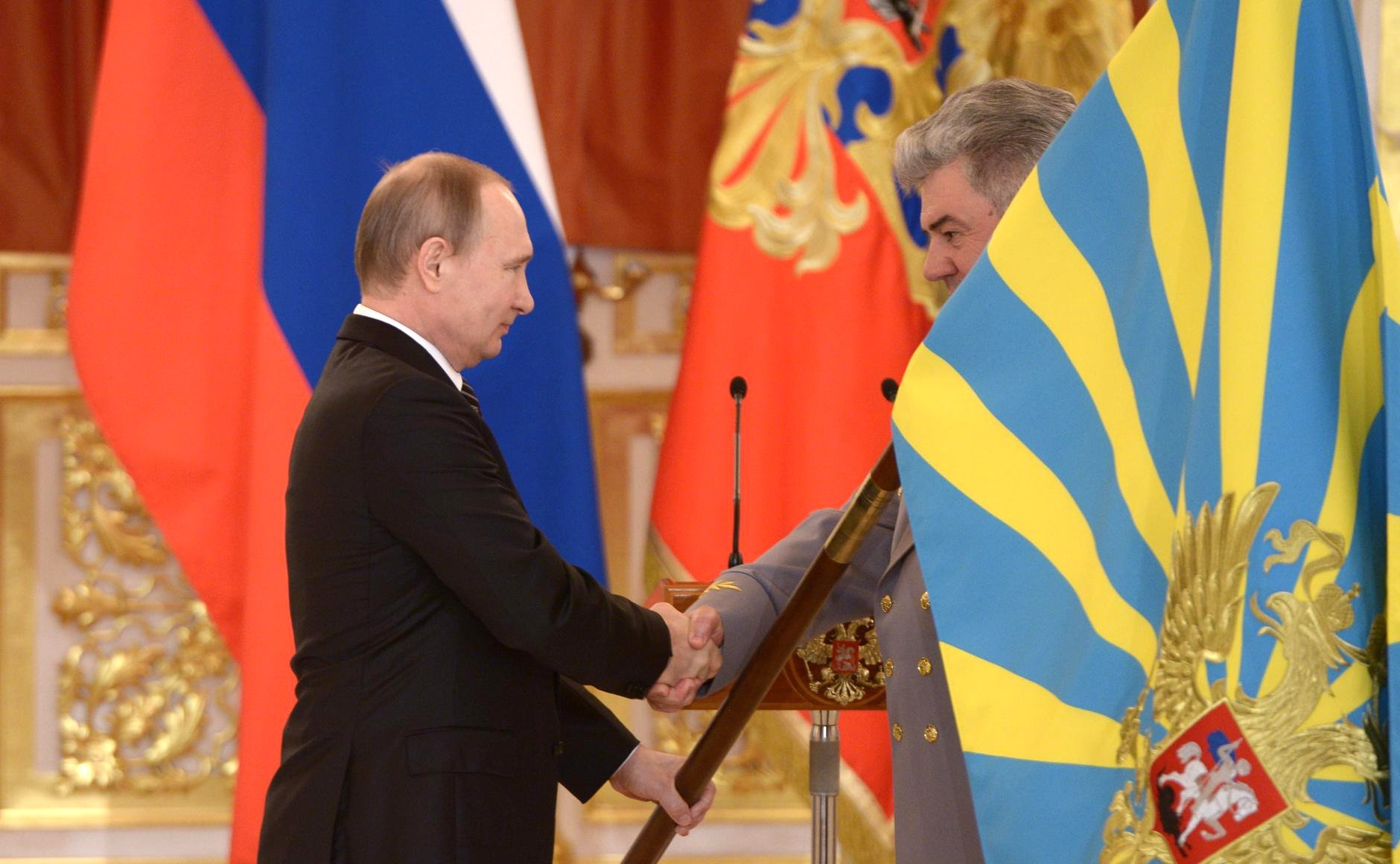
Вручення Бойового прапора Повітряно-космічних сил Путіним. Москва, 17 березня 2016 року

Повітряно-космічні сили вирішують широкий спектр завдань:
- відбиття агресії в повітряно-космічній сфері та захист від ударів засобів повітряно-космічного нападу супротивника пунктів управління вищих ланок державного і військового управління, угруповань військ (сил), адміністративно-політичних центрів, промислово-економічних районів, найважливіших об'єктів економіки та інфраструктури країни;
- ураження об'єктів і військ противника із застосуванням як звичайних, так і ядерних засобів ураження;
- авіаційне забезпечення бойових дій військ (сил) інших видів і родів військ;
- поразку головних частин балістичних ракет імовірного противника, атакуючих важливі державні об'єкти;
- забезпечення вищих ланок управління достовірною інформацією про виявлення стартів балістичних ракет і попередження про ракетний напад;
- спостереження за космічними об'єктами і виявлення загроз на адресу Росії в космосі і з космосу, а при необхідності — парирування таких загроз;
- здійснення запусків космічних апаратів на орбіти, управління супутниковими системами військового і подвійного призначення в польоті і застосування окремих з них в інтересах забезпечення військ необхідною інформацією;
- підтримання в установленому складі і готовності до застосування супутникових систем військового і подвійного призначення, засобів їх запуску та управління і ряд інших завдань.

## Історія
Приступили до виконання поставлених завдань з 1 серпня 2015 року відповідно до наказу Президента Російської Федерації.
Повітряно-космічні сили РФ створені шляхом об'єднання Військово-повітряних сил й Військ повітряно-космічної оборони. 3 серпня 2015 року Міністр оборони РФ Шойгу заявив:
"Формування ВКС шляхом з'єднання Військово-повітряних сил і Військ повітряно-космічної оборони є оптимальним варіантом вдосконалення системи повітряно-космічної оборони країни. Це дозволяє, в першу чергу, зосередити в одних руках всю відповідальність за формування військово-технічної політики щодо розвитку військ, що вирішують завдання в повітряно-космічній сфері, по-друге, за рахунок більш тісної інтеграції підвищити ефективність їх застосування, по-третє, забезпечити поступальний розвиток системи повітряно-космічної оборони країни. "
З 30 вересня 2015 року Повітряно-космічні сили РФ беруть участь у військовому втручанні Росії у Сирію, багато військовослужбовців були удостоєні високих урядових нагород Росії та Сирії. На кінець 2016 року бойовий досвід в Сирії отримали 84 % льотного складу ВКС Росії.
17 березня 2016 року головнокомандувач збройними силами Росії Путін вручив Бойовий прапор Повітряно-космічних сил головнокомандувачу ВКС генерал-полковнику Віктору Бондареву.

## Командування
Перший командний склад Повітряно-космічних сил було призначено 1 серпня 2015 року. Першим Головнокомандувачем Повітряно-космічних сил став генерал-полковник Віктор Бондарєв, який до цього обіймав посаду Головнокомандувача Військово-повітряних сил Російської Федерації.
Станом на січень 2020 року Командування ВКС представлено такими вищими офіцерами:
| Посада | Звання            | Ім'я                             |
| --- | ----------------- | -------------------------------- |
| Головнокомандувач Повітряно-космічних сил                                                                          | генерал армії     | Афзалов Віктор Мусавірович       |
| Начальник Головного штабу — перший заступник Головнокомандувача Повітряно-космічних сил                            | -                 | -                                |
| Командувач Військово-повітряних сил — заступник Головнокомандувача Повітряно-космічних сил                         | генерал-лейтенант | Дронов Сергій Володимирович      |
| Командувач військ протиповітряної та протиракетної оборони — заступник Головнокомандувача Повітряно-космічних сила | генерал-лейтенант | Грєхов Юрій Миколайович          |
| Командувач Космічних військ — заступник Головнокомандувача Повітряно-космічних сил                                 | генерал-полковник | Головко Олександр Валентинович   |
| Заступник Головнокомандувача Повітряно-космічних сил по військово-політичній роботі                                | генерал-майор     | Максимцев Олександр Анатолійович |
| Заступник Головнокомандувача Повітряно-космічних сил з матеріально-технічному забезпечення                         | генерал-майор     | Хеірбеков Забіт Сабірович        |
| Заступник Головнокомандувача Повітряно-космічних сил з озброєння                                                   | генерал-майор     | Мещеряков Сергій Дорофійович     |

### Командувачі
- генерал-полковник Бондарєв Віктор Миколайович (1 серпня 2015 — 26 вересня 2017),
- Кураченко Павло Павлович (тимчасово виконувач обов'язків Головнокомандувача з 25.09.2017 по 22.11.2017),[12][13][7][14]
- генерал армії Суровікін Сергій Володимирович (31 жовтня 2017 — серпень 2023).
- генерал-полковник Афзалов Віктор Мусавірович (жовтень 2023)

## Санкції
У серпні 2024 року Велика Британія ввела нові санкції проти Росії, до списку включено й Повітряно-космічні сили РФ.

## Навчальні заклади
- Військовий навчально-науковий центр ВПС «Військово-повітряна орденів Леніна і Жовтневої Революції, Червонопрапорна академія імені професора М. Е. Жуковського і Ю. А. Гагаріна» (місто Вороніж),
- Військово-космічна Червонопрапорна академія імені А. Ф. Можайського (Санкт-Петербург),
- Ярославське вище військове училище протиповітряної оборони імені 60-річчя Великого Жовтня,
- Військова Червонопрапорна академія повітряно-космічної оборони імені Маршала Радянського Союзу Г. К. Жукова (місто Твер),
- Краснодарське вище військове авіаційне ордена Дружби народів училище льотчиків імені Героя Радянського Союзу А. К. Сєрова,
- Навчальний військовий центр при Рязанському державному радіотехнічному університеті,
- Навчальний військовий центр при Московському орденів Леніна і Жовтневої Революції авіаційному інституті імені Серго Орджонікідзе,[17]
- Навчальний військовий центр при Уфімському державному авіаційному технічному ордена Леніна університеті,[18]
- Військовий інститут при Московському державному технічному орденів Леніна, Жовтневої Революції і Трудового Червоного Прапора університеті імені Н. Е. Баумана,[19]
- 183-ий навчальний центр,
- Тверське Суворовське військове училище.[20][21]

## Культура
Головний заклад культури — Центральний офіцерський клуб Повітряно-космічних сил (Москва).
У листопаді 2018 року Міноборони Росії повідомило про створення на території парку «Патріот» Центрального музею Повітряно-космічних сил Росії.